# František Brixi
František Xaver Brixi (ou Franz Brixi dans la version germanisée) est un compositeur bohémien, né le 2 janvier 1732 à Prague et mort le 14 octobre 1771 dans la même ville.

## Biographie
Fils du compositeur Simon Brixi, il reçoit une éducation musicale au collège piariste de Kosmonosy. L'un de ses professeurs est le compositeur Václav Kalous.
En 1749, Brixi retourne à Prague, où il est employé comme organiste dans différentes églises. En 1759, il est nommé au poste prestigieux de Kapellmeister (maître de chapelle) de la Cathédrale Saint-Guy de Prague à seulement 27 ans. Il restera à ce poste jusqu'à sa mort.

## Œuvres
Il a écrit environ 290 pièces religieuses, des cantates et oratorios, de la musique de chambre et de la musique orchestrale. Ses 8 concertos pour orgue et orchestre, qui ont été enregistrés à de nombreuses reprises, sont certainement ses œuvres les plus connues.

## Style
La musique de Brixi se distingue de ses contemporains par son inspiration mélodique, sa vivacité et parfois une instrumentation avec peu d'instruments. De son vivant, sa musique a été copiée dans toute la Bohême et la Moravie.

## Enregistrements
- 8 Organ Concertos. Christian Schmitt, orgue, European Chamber Soloists, dir. Nicol Matt. Brilliant Classics # 93133, 2 CD (2005).
- Missa di Gloria. Concerto pour orgue en ré majeur. Concerto Vocale München, Monteverdi-Orchester München, did. Wolfgang Kelber. Calig Classics PH06029.
- Dixit Dominus. Ghislieri Choir & Consort dir. Giulio Prandi. Deutsche Harmonia Mundi (2011).
- Symphony in D major sur le CD Masters of Czech Baroque, Czech Chamber Philharmonic, dir. Vojtěch Spurný, BMG, 2003